# Jindřich Hanuš
Jindřich Hanuš (29. června 1935 Úpice – 23. prosince 2023) byl český fotbalový obránce. Žil v Úpici.

## Hráčská kariéra
Úpický rodák a odchovanec hrál v československé lize za Duklu Praha, aniž by skóroval. S pražskou Duklou vyhrál mistrovský titul v sezoně 1957/58. V sezonách 1959/60 a 1963/64 bojoval za Jiskru Úpice ve II. lize. Patří k nejvýznamnějším fotbalistům v historii tamější kopané, za A-mužstvo nastupoval do druhé poloviny 60. let 20. století. Během základní vojenské služby nastupoval také za Tankistu Praha.
V úterý 1. března 2016 byl uveden do Síně slávy úpického sportu.

### Prvoligová bilance
| Ročník             | Zápasy | Góly | Minuty | Klub           |
| ------------------ | ------ | ---- | ------ | -------------- |
| I. liga 1957/58    | 1      | 0    | 90     | AS Dukla Praha |
| CELKEM I. ČS. LIGA | 1      | 0    | 90     |                |